# Сомушка
Сомушка (рум. Somușca) — село у повіті Бакеу в Румунії. Входить до складу комуни Клежа.
Село розташоване на відстані 227 км на північ від Бухареста, 19 км на південь від Бакеу, 98 км на південний захід від Ясс, 138 км на північний захід від Галаца, 129 км на північний схід від Брашова.

## Населення
За даними перепису населення 2002 року у селі проживали 1617 осіб.
Національний склад населення села:
| Національність | Кількість осіб | Відсоток |
| -------------- | -------------- | -------- |
| румуни         | 1563           | 96,7%    |
| угорці         | 38             | 2,4%     |
| чанго          | 16             | 1,0%     |

Рідною мовою назвали:
| Мова      | Кількість осіб | Відсоток |
| --------- | -------------- | -------- |
| румунську | 1575           | 97,4%    |
| угорську  | 42             | 2,6%     |